# Kari (компания)
Kari — российская сеть магазинов обуви и аксессуаров, основанная в 2012 году предпринимателем Игорем Яковлевым. Центральный офис компании располагается в Москве.
Розничная сеть представлена тремя форматами: обувные магазины Kari, магазины товаров для детей от 0 до 14 лет Kari Kids и гипермаркеты Kari Гипер. В 2019 году компания расширила ассортимент товарами для занятий спортом, а в 2020 году декоративной и уходовой косметикой. В начале 2021 года разработан собственный бренд ювелирных изделий Kari Jewelry. В конце 2021 года добавлена новая категория — товары для дома Kari Home.
По данным на апрель 2022 года компания Kari насчитывает 1270 магазинов в более 600 городах России, Беларуси и Казахстана.

## Показатели деятельности
По данным исследования Discovery Research Group на 2013 год компания Kari вошла в пятерку крупнейших обувных сетей России. По итогам 2014 года оборот компании (без НДС) составил 16 млрд руб., что на 92 % больше, чем в 2013 году. В 2014 году компания вошла в число самых эффективно развивающихся розничных сетей по версии ИД Retailer.
Выручка за 2019 год составила более 58 млрд рублей. Выручка за 2021 год составила более 70 млрд рублей.